# 艾蘭湖
艾蘭湖（英語：Island Lake），是南極洲的湖泊，位於羅斯島的埃文斯角，處於斯久厄湖東南面，由英國探險隊命名，該湖泊現時由南極條約體系管理。